# Muricy Ramalho

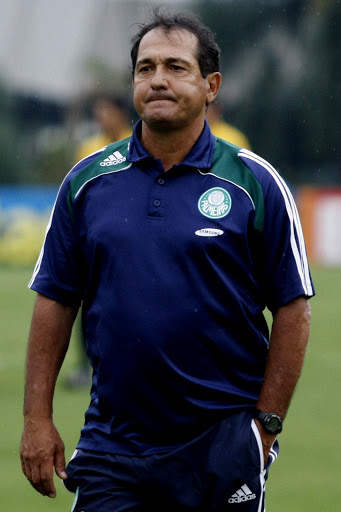
Muricy Ramalho (2010)

Muricy Ramalho (* 30. November 1955 in São Paulo) ist ein ehemaliger brasilianischer Fußballspieler auf der Position eines Stürmers, der seit Beendigung seiner aktiven Laufbahn als – zuletzt überaus erfolgreicher – Trainer tätig ist.

## Leben

### Spieler
Ramalho begann seine Laufbahn als Fußballprofi bei seinem Heimatverein FC São Paulo, bei dem er von 1973 bis 1979 unter Vertrag stand und mit dem er 1977 brasilianischer Meister wurde und 1975 die Staatsmeisterschaft von São Paulo gewann.
Im Sommer 1979 wechselte er zum mexikanischen Erstligisten Puebla FC, mit dem er 1983 auch die mexikanische Meisterschaft gewann. Mit seinen 20 Treffern, die Muricy in der Meistersaison 1982/83 erzielte, hatte er entscheidenden Anteil am Erfolg der Camoteros und war in dieser Spielzeit der mit Abstand erfolgreichste Torjäger des Vereins.

### Trainer
1984 beendete er seine aktive Karriere und schlug eine Laufbahn als Trainer ein, wobei er seinen ehemaligen Verein FC São Paulo bereits mehrfach trainierte: zum ersten Mal Mitte der 1990er Jahre, danach von 2006 bis 2009 und erneut seit September 2013. In seiner ersten Etappe mit São Paulo gewann er 1994 die Copa Conmebol und in seiner zweiten Etappe den Meisterschaftshattrick.
Als seine zweite Etappe bei São Paulo beendet war, wechselte er ausgerechnet zum
Stadtrivalen Palmeiras, mit dem er jedoch keine Titel gewinnen konnte.
2010 unterschrieb Ramalho beim Fluminense FC, mit dem er erneut die brasilianische Meisterschaft gewann. Ein Jahr später wechselte er zum Santos FC, mit dem er nicht nur zweimal in Folge die Staatsmeisterschaft von São Paulo gewann, sondern auch auf internationaler Ebene erfolgreich war: 2011 gewann er die Copa Libertadores, die begehrteste südamerikanische Trophäe für Vereinsmannschaften, und im folgenden Jahr die Recopa Sudamericana.
Auch außerhalb Südamerikas hat Ramalho schon einen Titelgewinn zu verzeichnen: 1998 gewann er mit dem chinesischen Erstligisten Shanghai Shenhua – zum bisher einzigen Mal in dessen Vereinsgeschichte – den chinesischen Pokalwettbewerb.

## Erfolge

### Als Spieler
- Brasilianischer Meister: 1977
- Mexikanischer Meister: 1983
- Staatsmeister von São Paulo: 1975

### Als Trainer

#### National
- Brasilianischer Meister: 2006, 2007, 2008, 2010
- Staatsmeister von São Paulo: 2011, 2012
- Chinesischer Pokalsieger: 1998

#### International
- Copa Libertadores: 2011
- Copa Conmebol: 1994
- Recopa Sudamericana: 2012